# Ronde van Piemonte 1907
De tweede editie van de Ronde van Piemonte (ook wel bekend als Gran Piemonte) werd verreden op 12 mei 1907. 
De wedstrijd werd wederom gewonnen door Giovanni Gerbi.

## Uitslag
| Plaats  | Naam                 | tijd       |
| ------- | -------------------- | ---------- |
| Winnaar | Giovanni Gerbi       | 12u29'42"  |
| 2       | Carlo Galetti        | + 21'52"   |
| 3       | Mario Gaioni         | + 27'31"   |
| 4       | Giovanni Rossignoli  | + 44'01"   |
| 5       | Ferruccio Mirancelli | + 1u17'41" |
| 6       | Luigi Chiodi         | z.t.       |
| 7       | Guglielmo Oberti     | + 1u17'47" |
| 8       | Mario Lonati         | + 1u21'36" |
| 9       | Eberardo Pavesi      | + 1u39'05" |
| 10      | Clemente Canepari    | + 1u39'06" |

1906 · 1907 · 1908 · 1909 · 1910 · 1911 · 1912 · 1913 · 1914 · 1915 · 1916 · 1917 · 1918 · 1919 · 1920 · 1921 · 1922 · 1923 · 1924 · 1925 · 1926 · 1927 · 1928 · 1929 · 1930 · 1931 · 1932 · 1933 · 1934 · 1935 · 1936 · 1937 · 1938 · 1939 · 1940 · 1941 · 1942 · 1943 · 1944 · 1945 · 1946 · 1947 · 1948 · 1949 · 1950 · 1951 · 1952 · 1953 · 1954 · 1955 · 1956 · 1957 · 1958 · 1959 · 1960 · 1961 · 1962 · 1963 · 1964 · 1965 · 1966 · 1967 · 1968 · 1969 · 1970 · 1971 · 1972 · 1973 · 1974 · 1975 · 1976 · 1977 · 1978 · 1979 · 1980 · 1981 · 1982 · 1983 · 1984 · 1985 · 1986 · 1987 · 1988 · 1989 · 1990 · 1991 · 1992 · 1993 · 1994 · 1995 · 1996 · 1997 · 1998 · 1999 · 2000 · 2001 · 2002 · 2003 · 2004 · 2005 · 2006 · 2007 · 2008 · 2009 · 2010 · 2011 · 2012 · 2013 · 2014 · 2015 · 2016 · 2017 · 2018 · 2019 · 2020 · 2021 · 2022 · 2023 · 2024